# Pomona (Califòrnia)
Pomona és una ciutat dels Estats Units a l'estat de Califòrnia. Segons el cens del 2008 tenia 162.255 habitants.

## Demografia
Segons el cens del 2000, Pomona tenia 149.473 habitants, 37.855 habitatges, i 29.791 famílies. La densitat de població era de 2.526,8 habitants/km².
Dels 37.855 habitatges en un 49,8% hi vivien nens de menys de 18 anys, en un 54,7% hi vivien parelles casades, en un 16,3% dones solteres, i en un 21,3% no eren unitats familiars. En el 15,4% dels habitatges hi vivien persones soles el 5,5% de les quals corresponia a persones de 65 anys o més que vivien soles. El nombre mitjà de persones vivint en cada habitatge era de 3,82 i el nombre mitjà de persones que vivien en cada família era de 4,22.
Per edats la població es repartia de la següent manera: un 34,6% tenia menys de 18 anys, un 13% entre 18 i 24, un 30,5% entre 25 i 44, un 15,5% de 45 a 60 i un 6,4% 65 anys o més.
L'edat mediana era de 26 anys. Per cada 100 dones de 18 o més anys hi havia 101,1 homes.
La renda mediana per habitatge era de 40.021 $ i la renda mediana per família de 40.852 $. Els homes tenien una renda mediana de 30.195 $ mentre que les dones 26.135 $. La renda per capita de la població era de 13.336 $. Entorn del 17,1% de les famílies i el 21,6% de la població estaven per davall del llindar de pobresa.

## Poblacions més properes
El següent diagrama mostra les poblacions més properes.

## Personalitats notables
- Tom Waits. Músic i actor.
- Robert Tarjan. Informàtic, Premi Turing el 1986.